# Drudewenshusen

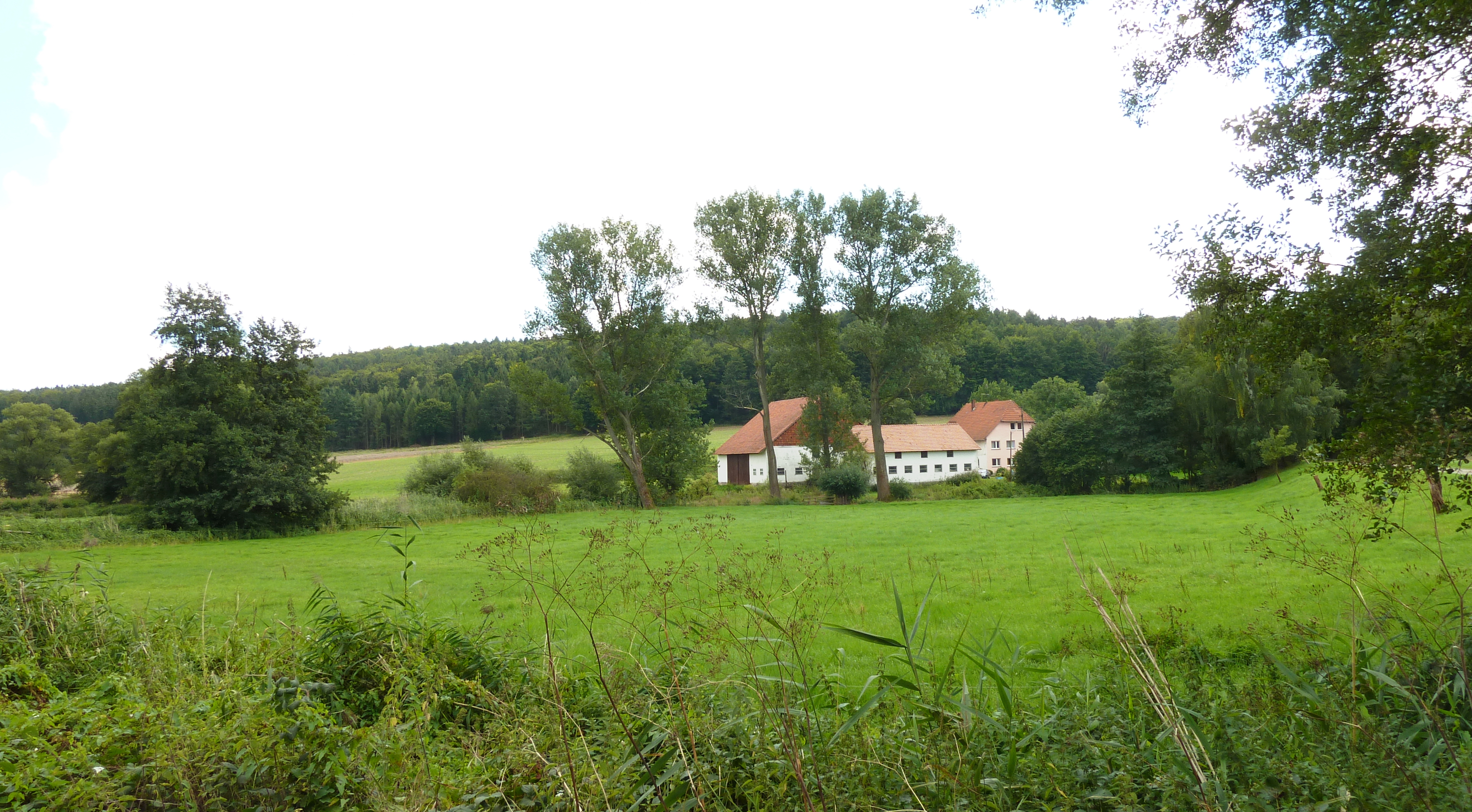
Tal der Suhle mit der Trudelshäuser Mühle

Drudewenshusen ist eine Wüstung im Landkreis Göttingen, welche nahe der heutigen Trudelhäuser Mühle, zwischen den Orten Seulingen und Landolfshausen liegt. Der Ort Drudewenshusen fiel in der spätmittelalterlichen Wüstungsperiode von 1300 bis 1450 wüst. Genauere Untersuchungen geben einen Zeitraum um 1430 an.

## Geschichte
In den schriftlichen Quellen, die meist lediglich Angaben über Besitzverhältnisse und selten Auskünfte über das Wesen der mittelalterlichen Dörfer und die Lebensverhältnisse ihrer Einwohner angeben, erscheint Drudewenshusen relativ spät. Gerade für diese Wüstung sind nur spärliche schriftliche Nachrichten erhalten und setzten erst im Jahre 1271 ein. Damals ist für Drudewenshusen ein Pfarrer genannt, welcher in einer Urkunde als Zeuge vermerkt wurde. Die älteste direkte Erwähnung des Ortes Drudewenshusen fällt in das Jahr 1341, als die Edelherren von Plesse die Gerichtsrechte des Ortes von Herzog Heinrich II. von Braunschweig-Grubenhagen erwarben. Weiterhin erwarben die von Plesse die Gerichte in Landolfshausen, zu Falkenhagen, der Wüstung Boldenhusen und Sweckhusen. 
Die von Plesse belehnten 1502 jene von Grone mit je der Hälfte der Ortschaft Drudelshusen und dem Kirchlehen. Im Jahre 1421 wird eine Wüstung Drudelshausen zum Amt Gieboldehausen gezählt. Eine Erwähnung aus dem Jahr 1434 bezeichnet den Ort als de wostinghe Drudewenshusen und legt damit fest, dass das Dorf zu dieser Zeit bereits eine Wüstung darstellte. 
Der Grund für das Wüstfallen des Ortes könnte in Grenzstreitigkeiten zwischen den Ämtern Radolfshausen, Gieboldehausen und Duderstadt gelegen haben, ein Indiz für die Verwicklung Duderstadts liegt in der Zugehörigkeit Drudewenshusens zum Amt Gieboldehausen im Jahre 1421. Ein weiterer Besitznachweis für den Ort stellt ein Mutungszettel aus der Zeit um 1400 dar, welcher bezeugt, dass das Dorf Drudewenshusen als ein Fuldauer Lehen an die von Plesse übertragen wurde.
Durch diese dürftige Quellenlage ist man auch für diesen Ort vermehrt auf archäologische Untersuchungen angewiesen. Diese Erforschungen ergeben eine Besiedlung des Ortes von etwa den Jahren 800/900 bis 1430, wobei der Ort im 12./13. Jahrhundert 10 bis 15 Höfe besaß und damit um diese Zeit die stärkste Besiedlung aufwies. Nachgewiesen sind drei Kirchenbauten. Die  älteste Anlage datiert dabei auf das 9. beziehungsweise 10. Jahrhundert, während der neueste Kirchenbau im 13. Jahrhundert realisiert wurde, im folgenden Jahrhundert jedoch abbrannte. Er besaß eine Grundfläche von 17 m Länge, 7,5 m Breite und stellte einen Rechteckbau mit eingezogenem, quadratischem Chor dar. Auf die Bauzeit der älteren Kirche lässt sich auch der Friedhof datieren, welcher mit einem Graben und einem Plankenzaun gesichert sowie an den Außenrändern mit zum Teil unterkellerten Speichern versehen war. Aufrechnungen bezeugen etwa 800 bis 1000 Bestattungen innerhalb des Kirchhofes. Man setzte die Toten in Brettersärgen, auf vier Schichten übereinander, bei, vereinzelt findet man zudem Beisetzungen in Baumsärgen oder auf Totenbrettern. Doch nicht nur außerhalb der Kirche beerdigte man die Toten, auch im Innenraum der einstigen Kirche befanden sich Gräber. Dabei handelte es sich wohl um Priester oder hervorgehobene, weltliche Personen.
Bei den Toten außerhalb der Kirche zeigten Ausgrabungen, dass erstaunlich viele Personen das Greisenalter erreicht haben. Häufige Krankheitssymptome, wie etwa Mittelohrentzündungen und Entzündungen der Nasennebenhöhlen, lassen eher auf eine bäuerliche Besiedlung Drudewenshusens schließen, die feuchten, ungesunden Wohnverhältnissen ausgesetzt war und zudem mit Karies, Zahnsteinbildung, Anämie und Nasenstein zu kämpfen hatte. Die schwere körperliche Arbeit der einstigen Einwohner lässt sich an Verschleißerkrankungen an den Gelenken nachweisen.